# 킬 미 쓰리 타임즈
《킬 미 쓰리 타임즈》(영어: Kill Me Three Times)는 오스트레일리아에서 제작된 크리브 스텐더스 감독의 2014년 블랙 코미디 스릴러 영화이다. 사이먼 페그, 알리시 브라가, 테리사 파머 등이 출연하였고, 로런스 말킨 등이 제작에 참여하였다.

## 줄거리
웨스턴오스트레일리아주 이글스네스트. 부유한 모텔 소유주 잭은 찰리에게 아내 앨리스의 청부 살인을 의뢰한다. 하지만 앨리스를 노리는 사람은 찰리 뿐만이 아니다.   

## 출연
- 사이먼 페그 - 찰리 울프 역
- 알리시 브라가 - 앨리스 테일러 역
- 설리번 스테이플턴 - 네이선 웨브 역
- 테리사 파머 - 루시 웨브 역
- 루크 헴즈워스 - 딜런 스미스 역
- 캘런 멀비 - 잭 테일러 역
- 브라이언 브라운 - 브루스 존스 역
- 스티브 러마퀀드 - 샘 역